# Linux
A Linux egy GPL-licencű operációs rendszer mag, a legkülönfélébb, széles körűen használt számítástechnikai eszközökön, mint például a legtöbb mobiltelefonon, szerveren, stb. futó operációs rendszer alapja, és ez alapján gyakorta használt a Linux operációs rendszer kifejezés. A szabad és a nyílt forráskódú szoftverek egyik legismertebb példája.
A „Linux” elnevezés szigorú értelemben véve a Linux-rendszermagot jelenti, amelyet Linus Torvalds kezdett el fejleszteni 1991-ben. A köznyelvben mégis gyakran a teljes Unix-szerű operációs rendszerre utalnak vele, amely a Linux-rendszermagra és az 1983-ban, Richard Matthew Stallman vezetésével indult GNU projekt keretében született alapprogramokra épül. A Linux pontosabb neve ebben az értelemben GNU/Linux.
A „Linux” kifejezést használják Linux-disztribúciókra (terjesztések) is, ám ilyenkor általában a disztribúció nevét is hozzáteszik. Egy-egy disztribúció olyan összeállítás, amely az alaprendszeren túl bizonyos szempontok alapján összeválogatott és testre szabott programokat tartalmaz.
A Linux a szerverek és személyi számítógépek mellett – elsősorban nyíltságának köszönhetően – megtalálható sok összetett elektronikus eszközben, így hálózati eszközökben (például routerek), hordozható eszközökben (például mobiltelefonok, okostelefonok, PDA-k, hordozható hanglejátszók, órák), háztartási gépekben, szórakoztató elektronikai berendezésekben (például asztali DVD-lejátszók, videójáték-konzolok, set-top-boxok) is. Bizonyos területeken (például webszerverek, szuperszámítógépek esetében) a legmeghatározóbb operációs rendszernek számít, ám az utóbbi években személyi számítógépekre (asztali és hordozható gépek) is egyre szélesebb körben telepítenek valamilyen Linux disztribúciót.

## Története

### Előzmények

#### A GNU projekt
Világszerte sok programozót inspirált az 1983-ban indított GNU Projekt, amelyet Richard M. Stallman (RMS) indított útjára. A szabad szoftveres megmozdulás célja az volt, hogy szabadon felhasználható, minőségi szoftvereket készítsen és terjesszen. Elkezdődött a GNU operációs rendszer, a GNU Hurd fejlesztése is, de a kilátások szerint nem lehetett a megjelenésére számítani néhány éven belül (2015-ben jelent meg)[forrás?].

#### Az 1980-as évek PC-s operációs rendszerei
A 80-as évek elejétől az egyik meghatározó PC-s operációs rendszer a DOS (Disk Operating System) volt. Az IBM a zárt forráskódú MS-DOS operációs rendszerrel szállította személyi számítógépeit, melyek később elárasztották a világot. Az akkori Apple Macintosh gépek (a szintén zárt forrású MacOS operációs rendszerrel) jobbak voltak az IBM PC-knél, de magasabb áruk és a perifériák alacsony választéka meggátolta őket a szélesebb körű elterjedésben.

#### A UNIX operációs rendszer

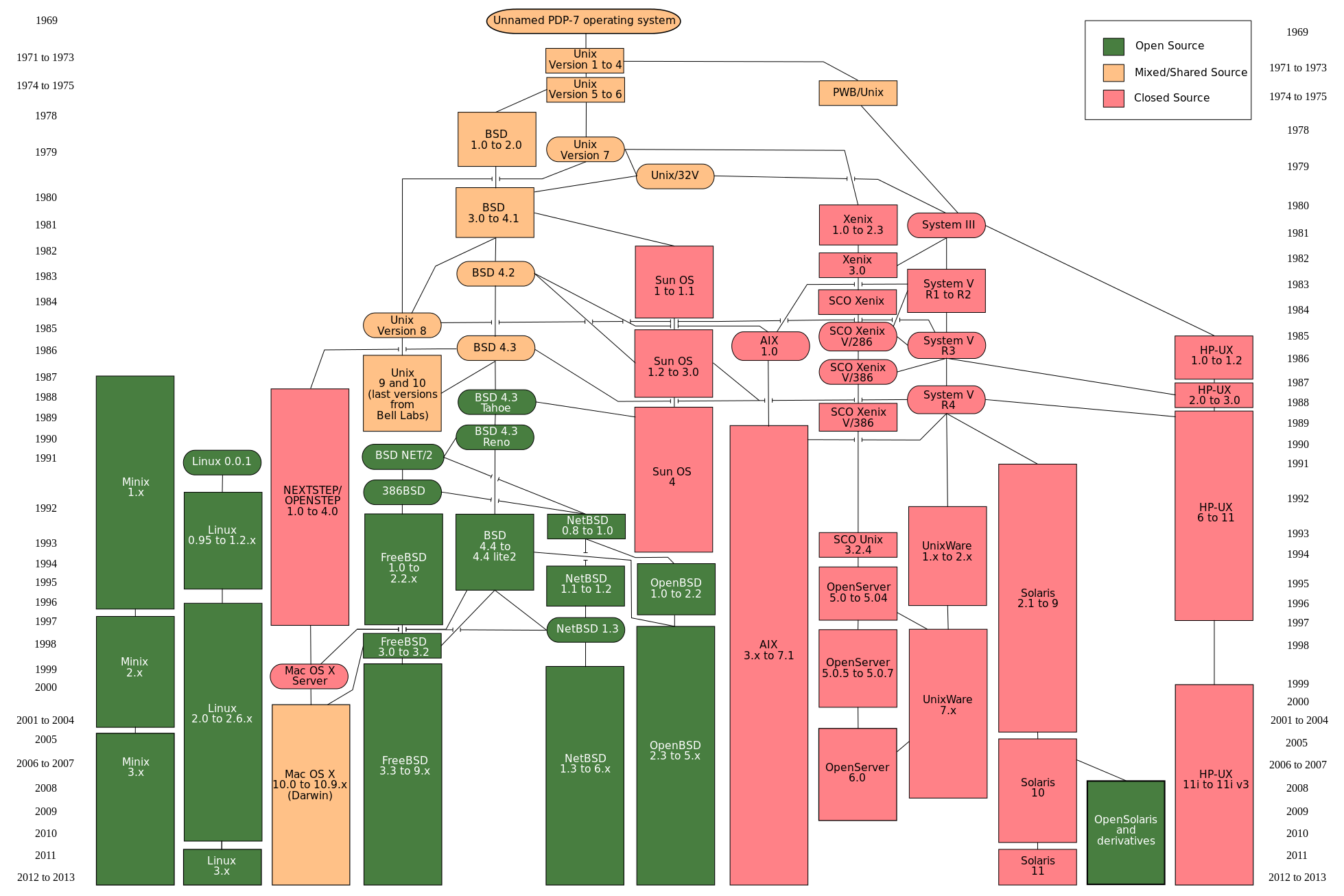
A Unix történeti fa

Egy másik, a 80-as években használt operációs rendszer a Unix volt. Jó tulajdonságai ellenére főként az intézmények, kutatási központok, iskolák operációs rendszere volt, részben az ára miatt, részben mert eredetileg sem otthoni felhasználásra, hanem nagyszámítógépekre tervezték. A UNIX operációs rendszer forráskódja zárt volt, ahhoz néhány kivételezett intézményen kívül mások nem férhettek hozzá.

#### A MINIX operációs rendszer
A szakemberek természetesen megkísérelték a UNIX előnyeit átültetni az olcsóbb PC-re. Az egyik ilyen próbálkozás 1987-ben a MINIX volt, megalkotója Andrew S. Tanenbaum Hollandiában élő, USA állampolgárságú professzor és kernelszakértő. A MINIX fejlesztése a nulláról kezdődött, azaz készítője nem egy meglevő operációs rendszert használt fel alapjául. Tanenbaum a rendszert oktatási céllal írta, azt szerette volna, ha tanítványai ezen a MINIX-en tanulják meg az operációs rendszerek működésének, felépítésének alapjait. A MINIX rendszert az Intel 8086 mikroprocesszoraira fejlesztette, amelyek abban az időben elárasztották a világ számítástechnikai piacát.
A MINIX nem volt kimagaslóan jó operációs rendszer, de elvitathatatlan előnye, hogy nyílt volt a forráskódja. Bárki, aki megvásárolta Tanenbaum Operációs rendszerek című könyvét, hozzájuthatott a mintegy 12 000 sor MINIX kódhoz (a könyv második kiadásakor már több mint 27 000 sor), amely egy működő operációs rendszer forráskódja volt.
Ez volt az első alkalom, hogy a nagyközönség elolvashatta egy operációs rendszer forrását, hiszen a többi rendszer forráskódját a gyártók szigorúan védelmezték a nyilvánosságtól. Tanenbaum munkájának köszönhetően programozók és egyetemisták tömegei tanulmányozhatták a MINIX operációs rendszerek működését. Ennek hatására ugrásszerűen megnőtt a téma népszerűsége, egyre-másra alakultak olyan levelezési listák, ahol az érdeklődők az operációs rendszerek készítésének kérdéseiről beszélgethettek. Az egyik olvasó Linus Torvalds, svéd nemzetiségű finn egyetemista volt.

### A Linux születése

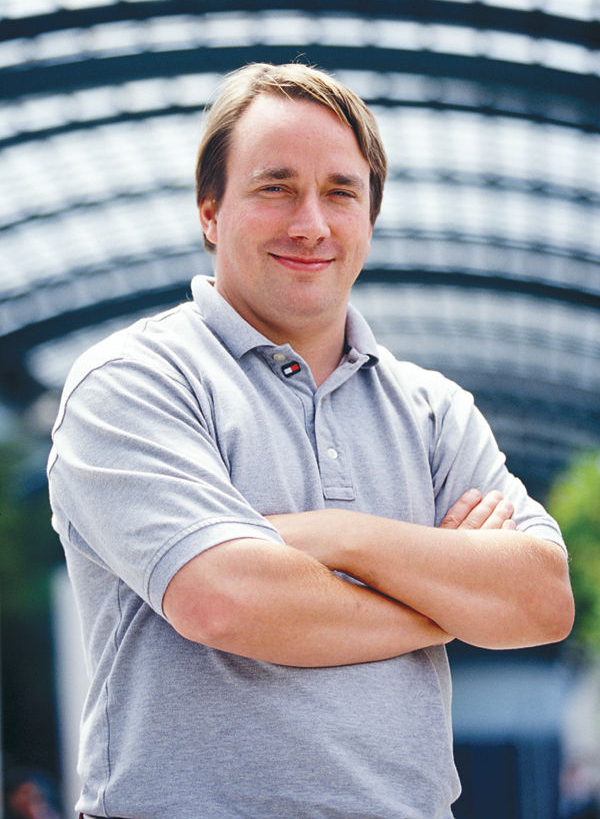
Linus Torvalds, a Linux kernel megalkotója

1991-ben Linus a Helsinki Egyetem számítástechnikai tudományok karának másodéves hallgatója volt. Linus autodidakta hacker volt, saját operációs rendszert szeretett volna írni, mivel a GNU Hurd-re várhatóan néhány évet várni kellett volna. A 21 éves egyetemista a Intel 80386-os processzor védett módú (protected mode), feladat-váltó (task-switching) lehetőségeit szerette volna felfedezni. Ez körülbelül 1991 nyarának elején lehetett, a pontos dátumra maga Linus sem emlékszik. Egy biztos: egy e-mail tanúsága szerint 1991. július 3-án már a POSIX szabvány után érdeklődött az interneten, így ekkor már futhatott nála egy kezdetleges rendszer. A program fejlesztése a Tanenbaum-féle Minix alatt történt, eleinte assembly nyelven.
1991. augusztus 25-én Linus egy mostanra már legendássá vált levelet küldött a MINIX hírcsoportba. A levél magyar nyelvű fordítása:
„Üdv minden Minix-felhasználónak odaát! Egy (ingyenes) operációs rendszert csinálok (csak hobbiból, nem lesz olyan nagy és profi, mint a gnu) a 386-os (486-os) AT-klónokhoz. Április óta érlelem, és lassan elkészül. Szeretnék visszajelzéseket arról, hogy mi tetszik és mi nem tetszik a Minixben az embereknek, mivel az én operációs rendszerem némileg hasonlít rá (többek között (gyakorlati okokból) azonos a fájlrendszer fizikai kiosztása).
A bash (1.08) és a gcc (1.40) programokat már átültettem, és úgy tűnik, működik a dolog. Ez azt jelenti, hogy pár hónapon belül valami hasznosat fogok kapni, és kíváncsi lennék, milyen funkciókat szeretnének legtöbben. Minden javaslatot szívesen veszek, azt viszont nem ígérem, hogy meg is valósítom őket :-)
- Linus (torvalds@kruuna.helsinki.fi)
Ui.: Igen! Nincs benne Minix-kód és többszálú fs-sel rendelkezik. Nem hordozható (a 386 feladatváltást használja stb.), és lehet, hogy soha nem is fog az AT-merevlemezeken kívül bármi mást támogatni, minthogy nekem csak ez van :-(.”
Így kezdődött a Linux története. Linus levele számos programozót inspirált. Andrew S. Tanenbaum – a MINIX operációs rendszer atyja – Hollandiában élő egyetemi tanár, operációsrendszer-kutató, egyik későbbi levelében azt írta, hogy a Linux elavult, mert monolitikus, ezért a professzor nem jósolt neki nagy jövőt. A levélből óriási vita lett. Ennek ellenére a Linux az elmúlt 21 évben hihetetlen fejlődésen ment keresztül, és még mindig monolitikus, pontosabban hibrid (távol áll a mikrokerneltől, de betölthető-eltávolítható modulokra osztható a funkciók többsége).

### „GNU/Linux”
A „Linux” valójában csupán a kernel (rendszermag) neve. A Linux kernelen alapuló rendszerek szinte minden esetben a GNU projekt által fejlesztett alapprogramokat használják (mint például az operációs rendszer alapkönyvtára, a „libc”, vagy az alapvető Unix/Linux programok, mint például a „echo” vagy az „ls”).
A Linux operációs rendszer tehát leggyakrabban a Linux kernelből valamint a GNU rendszerkönyvtárakból és rendszerprogramokból áll. Stallman szerint ezért az operációs rendszer helyes elnevezése „GNU/Linux operációs rendszer”. Bár ennek jogosságával kevesen vitáznak, a köznyelvben elterjedt a Linux elnevezés.
Az FSF alapítvány azokat a Linux-disztribúciókat, amelyek GNU programokat használnak GNU variánsoknak nevezi, és azt kéri, hogy ezekre az operációs rendszerekre GNU/Linux- vagy Linux alapú GNU rendszer névvel utaljanak. Ennek ellenére nem csak a nagyközönség nevezi egyszerűen Linuxnak a rendszert, hanem a nagy és jelentős Linux disztribútorok is (pl.: SuSE Linux). Van azonban néhány disztribúció akik a GNU/Linux elnevezést használják, ezek közül talán a legjelentősebb a Debian. A lelkes szakértői berkeken kívül azonban szinte senki nem használja a GNU/Linux kifejezést. Ráadásul arról is megoszlik a vélemény, hogy egyáltalán helyes-e ez az elnevezés. Linus Torvalds például elhatárolódik a GNU/Linux kifejezéstől, mivel a Linux nem egy GNU projekt.

### Jogi kérdések

#### Informatika
Maga a Linux kernel és a legtöbb GNU szoftver a GNU General Public License (GPL) licenc alatt jelenik meg. A GPL kötelezi azt, aki bármilyen Linux disztribúciót árusít, hogy a Linux kernel forráskódját (vagy a rajta végzett bármilyen módosítást) elérhetővé tegye, hogy így bárki megtekinthesse, tovább módosíthassa, és ugyanolyan feltételekkel továbbadhassa. 1997-ben Linus Torvalds kijelentette: "A Linux GPL licenc alá helyezése volt a legjobb dolog, amit valaha tettem."
A Linux más fő összetevői más licenceket is használnak. Sok könyvtár a GNU Lesser General Public License (LGPL) licencet használja (ami a GPL licencnek egy engedékenyebb változata), az X Window System rendszer pedig az MIT licencet használja.
Torvalds nyilvánosan kijelentette, hogy a Linux kernelt nem fogja a GPL 2 licencről a 2007 közepén megjelent GPL 3-ra változtatni, az új licenc egyes részleteit kifogásolva, melyek lehetetlenné tennék a kernel felhasználását Digital Rights Management-et („digitális jogkezelést”, tkp. másolásvédelmet) használó környezetben. Ezen kívül megjegyzi, hogy van egy nagyon praktikus, gyakorlati oka is: mivel több ezer ember is hozzájárult a Linux kernel fejlesztéséhez – és tulajdonképpen ezért ők is licenc tulajdonosai -, ezért nem lehet csak úgy átállni egyik licencről a másikra azok megkérdezése nélkül.
Egy 2001-es Red Hat Linux 7.1-ről készült tanulmány szerint a disztribúció 30 millió sornyi kódot tartalmazott. A COCOMO segítségével kiszámították, hogy körülbelül ennek létrehozása egy embernek 8000 évbe telne, és ha ezt hagyományos módszerrel egy kereskedelmi cég fejlesztené, az körülbelül 1,34 milliárd amerikai dollárba (2009-es árfolyamon) kerülne az Egyesült Államokban. A Red Hat Linux 7.1 kódjának legnagyobb része (71%) C programozási nyelven íródott, de emellett sok más nyelvet is használtak, például a C++ (15%), Perl, Python, Fortran és számos shell script nyelvet. A Red Hat Linux 7.1-ben található szoftverek alig több, mint a fele van GPL licenc alá helyezve. Egész pontosan a copyleftet használó szoftverek (tehát a GPL és LGPL) aránya 63%. A Linux kernel maga 2,4 millió sornyi kódot jelent, ami az egésznek a 8%-át teszi ki.
Egy későbbi tanulmány ugyanezzel a módszerrel vizsgálta a Debian GNU/Linux 4.0-t. Ez a disztribúció közel 283 millió sornyi kódot tartalmazott, melynek kifejlesztése hagyományos módszerekkel 7,37 milliárd amerikai dollárba (2009-es árfolyamon) került volna.
2003 márciusában az SCO csoport, a UNIX legfőbb jogtulajdonosa nagy összegű jogi támadásba kezdett a Linuxot támogató IBM ellen, arra hivatkozva, hogy a Linux kernel egyes verzióinak forráskódjában UNIX-ból származó kódok és megoldások találhatók. Ezen kívül több mint 1500 Linuxot használó vállalatot figyelmeztetett a jogdíjak elmaradására. Nem sokkal később a Novell beperelte az SCO-t, azt állítva, hogy a UNIX és UnixWare jogok az ő tulajdonukban vannak, ebben a perben 2007. augusztus 10-én Dale Kimball szövetségi bíró hozott ítéletet, mely kimondja, hogy a jogtulajdonos egyértelműen a Novell. Ezzel az ítélettel az SCO IBM elleni pere a jogalapját vesztette. Az SCO közleményt adott ki, melyben sajnálatosnak tartották, hogy a bíróság a lényeges pontokban a Novellnek adott igazat, de hangsúlyozták, hogy az 1995 után az SCO-nál kifejlesztett technológiák a cég tulajdonában maradnak az elsőfokú ítélet szerint is, és természetesen fellebbeznek. A per egyik eredménye az Open Source Risk Management (OSRM) megalakulása, amely a nyílt forráskódú fejlesztők és végfelhasználók szervezett jogi védelmének ellátására jött létre. Az SCO azóta gyakorlatilag csak papíron létező vállalat, és sokak szerint a Microsoftnak a Linux terjedésében vívott harcában képezett „élő pajzsot”.

### A Linux védjegy
Az Amerikai Egyesült Államokban a Linux lajstromozott védjegy, Linus Torvalds javára áll oltalom alatt.
1994. augusztus 15-én egy bizonyos William R. Della Croce Jr. jelentette be a Linux megjelölést a saját neve alatt védjegyként való lajstromozásra az USPTO-nál. Ezután "jogdíj" (licenciadíj) fizetését követelte a Linux disztribúciók fejlesztőitől. Torvalds és néhány szervezet fizetés helyett fellépett Della Croce védjegye ellen, azt állítva, hogy rosszhiszemű védjegybejelentés történt. 1997-ben zárult le az ügy. Ezután Torvalds a Linux védjegyet saját nevére lajstromoztatta. Kijelentette, hogy csak azért, nehogy valaki engedély nélkül használhassa. Azóta a Linux védjegy használatával kapcsolatos ügyeket a Linux Mark Institute intézi. 2005-ben az Egyesült Államok védjegyekkel foglalkozó szervezete felszólította az LMI-t, hogy tegyen aktív lépéseket a védjegy megőrzéséért. Ennek eredményeképpen az LMI levélben szólította fel a különböző Linux-disztribúciókat forgalmazó cégeket, hogy fizessenek díjat a Linux névjegy használatáért. Természetesen számos Linux-disztribútor felháborodott.

## A Linux kernel
A Linux kernel a Linux operációs rendszer magja. Unix-szerű, monolitikus kernel, melyet Linus Torvalds informatikus alkotott meg 1991-ben, azóta egy csoport fejleszti a világ minden tájáról. Eredetileg az Intel 386-os processzorára fejlesztette, hogy tanulmányozhassa az akkoriban újdonságnak számító 386 védett üzemmódját, de később számos más architektúrára is kiterjesztették. Jelenleg a következő géptípusokon érhető el:
- Alpha AXP
- Sun SPARC
- Motorola 68000
- PowerPC
- ARM architektúra
- Hitachi SuperH
- IBM S/390
- System z9
- MIPS
- HP PA-RISC
- Intel IA-64
- Intel x86
- AMD x86-64
- AXIS CRIS
- Renesas M32R
- Atmel AVR32
- Renesas H8/300
- NEC V850
- Tensilica Xtensa
- Analog Devices Blackfin

A legtöbb támogatott architektúra 32 és 64 bites változata is natívan támogatott, amennyiben az létezik.
Alapvetően C nyelven íródott. Forráskódja szabad szoftver, jelenleg GNU GPL v2 licenc alatt adják ki.

## Fejlesztés

A Unix-szerű operációs rendszerek története, melyből jól látható a Linux eredete

A legfontosabb különbség a Linux és más népszerű operációs rendszerek között az, hogy a Linux kernel és a komponensek ingyenesek és nyílt forrásúak. A Linux nem az egyetlen ilyen operációs rendszer, de a legismertebb és legszélesebb körben használt. Számos szabad- és nyílt forrású szoftver licencelése a copyleft licencen alapul, melynek lényege, hogy a jog adta eszközöket nem az adott szellemi termék terjesztésének gátlására, hanem a megkötések kiküszöbölésére használják fel, így garantálva a felhasználás szabadságát a módosított változatokra nézve is. A legismertebb szabad szoftver licenc a GNU GPL, amely egy copyleft licenc. A Linux kernel és a legtöbb GNU projektből származó szoftver ezt a licencet használja.
| Alkalmazási szoftver (bash, LibreOffice, Blender, Tremulous)                                     | Alkalmazási szoftver (bash, LibreOffice, Blender, Tremulous)        | Alkalmazási szoftver (bash, LibreOffice, Blender, Tremulous)        | Alkalmazási szoftver (bash, LibreOffice, Blender, Tremulous)        | User Mode   |
| Átfogó programkönyvtárak (GTK+, Qt, SDL, EFL)                                                    | Átfogó programkönyvtárak (GTK+, Qt, SDL, EFL)                       | Anwenderprogramme                                                   | Anwenderprogramme                                                   | User Mode   |
| Szimpla programkönyvtárok                                                                        | Szimpla programkönyvtárak sin, opendbm                              | Szimpla programkönyvtárak sin, opendbm                              | Alkalmazási szoftver                                                | User Mode   |
| C standard library: glibc/uClibc open, exec, sbrk, socket, fopen, calloc                         |                                                                     |                                                                     |                                                                     | User Mode   |
| System calls: TRAP, CALL, BRK, INT, IOCTL (depends on the hardware)                              | System calls: TRAP, CALL, BRK, INT, IOCTL (depends on the hardware) | System calls: TRAP, CALL, BRK, INT, IOCTL (depends on the hardware) | System calls: TRAP, CALL, BRK, INT, IOCTL (depends on the hardware) | Kernel Mode |
| Linux rendszermag & (Hardver-illesztőprogramok, process-scheduler, hálózati stack, fájlrendszer) |                                                                     |                                                                     |                                                                     | Kernel Mode |
| Hardver (CPU(s), memória, más mikroprocesszorok, eszközök)                                       |                                                                     |                                                                     |                                                                     | Kernel Mode |

### Linux disztribúciók

Egy disztribúció adott készítőtől vagy gyártótól származó összeállítás, amely egy GNU/Linux alaprendszert, és ahhoz tartozó, bizonyos szempontok szerint válogatott és testre szabott programokat (és gyakran egyéni kernelt) tartalmaz. Ilyen szempont lehet például a célközönség, a felhasználás célja, a célgép hardverkonfigurációja, kezelhetőség, biztonság stb.
A disztribúciók sokfélesége kompatibilitási problémákhoz vezet, azaz nem biztos, hogy ha egy program működik az egyiken, akkor működni fog a másikon is. Ennek az az oka, hogy a különböző disztribúciók részben különböző bináris formátumokat, indexelést, … használnak. Különböző standardokkal (Linux Standard Base és Filesystem Hierarchy Standard) igyekeznek segíteni ezen. 

#### Főbb nemzetközi fejlesztésű disztribúciók
- Arch Linux
- Debian
- Elementary OS
- Fedora, Red Hat Linux, CentOS
- Gentoo
- Kali Linux
- KDE neon
- Linux Mint
- Mageia
- Manjaro
- Slackware
- SuSE
- Ubuntu
- Zorin

#### Magyar fejlesztésű disztribúciók
Aktív
- blackPanther OS (2002-)

Inaktív
- Andromeda Linux
- BeLin (Beszélő Linux)[45]

Korszerű munkaasztal a magyar rendszerben

- Digitális Jólét Szoftver Alapcsomag (a Harmadik Orbán-kormány. és az FSF.hu közös, de botrányos kreálmánya)[46]
- Frugalware
- Kiwi
- Little Susie feat. KDE3
- RedPepper-Linux
- SuliX
- Ubk-Linux (az UHU-Linux közösségi folytatása)
- UHU-Linux

### Programozás Linux alatt
A legtöbb Linux disztribúció számos programnyelvet támogat. A Linux alá írt alkalmazásokhoz és magához az operációs rendszerhez való eszközök mind megtalálhatóak a GNU toolchain (eszköztár vagy eszközcsomag) összeállításban. A GNU toolchain programozáshoz összeállított alkalmazások csomagja. Ez tartalmazza a GNU Compiler Collection (GCC) (fordító) és GNU build system (rendszerépítő) alkalmazásokat. A GCC-vel többek közt Ada, C, C++, Java és Fortran nyelvű programokat lehet fordítani. A Linux kernel úgy van megírva, hogy GCC-vel lefordítható legyen. Elérhetőek kereskedelmi fordítók is Linux alá, ilyen többek között az Intel C++ Compiler, Sun Studio, és az IBM XL C/C++ Compilera. A BASIC nyelvet a Gambas, FreeBASIC és XBasic alkalmazásokkal le lehet fordítani.
A legtöbb disztribúció emellett PHP, Perl, Ruby, Python és egyéb dinamikus nyelveket is támogatnak. Habár ez nem általános, de a Linux támogatja a C#-ot is a Mono projekt (melyet a Novell és a Scheme támogat), valamint a Microsoft által készített .NET Core segítségével. Számos Java virtuális gép (Java Virtual Machine) és fejlesztői eszköz fut Linuxon, beleértve az eredeti Sun Microsystems JVM (HotSpot) alkalmazást, az IBM J2SE RE-t és egyéb nyílt forrású alkalmazásokat, mint például a Kaffe.
Két fő keretrendszer létezik a grafikus alkalmazások fejlesztéséhez: a GNOME és KDE. Ezek a projektek GTK+ és Qt widget toolkit-on alapulnak, amelyek szintén függetlenül használhatók nagyobb keretrendszerekhez. Mindkettő támogat számos programozási nyelvet és számos IDE elérhető ezekhez pl. Anjuta, Code::Blocks, Eclipse, KDevelop, Lazarus, MonoDevelop, NetBeans, QtCreator, és Omnis Studio míg a régóta létező szerkesztők, mint pl. a Vim és az Emacs szintén népszerűek [43].

## Használata
Vannak általános célokat kielégítő Linux disztribúciók, de vannak, amelyek bizonyos speciális területekre összpontosítanak, például: különböző számítógépes architektúrák támogatása, stabilitás, biztonság, lokalizáció egy adott régióhoz és nyelvhez, különböző felhasználói csoportok segítése, valós idejű alkalmazások támogatása, vagy egy bizonyos asztali környezet iránti elkötelezettség. Továbbá vannak disztribúciók, melyek elkötelezték magukat arra, hogy kizárólag szabad szoftvereket használnak. Jelenleg több mint háromszáz disztribúció fejlesztése folyik aktívan, ezek közül körülbelül egy tucat disztribúció lett híres, mint általános-célokra kifejlesztett rendszer.
A Linux egy széles körben portolt kernel. A Linux kernel a legkülönfélébb számítógépes architektúrán működik: a kézi ARM-alapú iPAQ-tól a nagyszámítógépes IBM z9 rendszeren át, a mobiltelefonoktól a szuperszámítógépekig. Léteznek speciális disztribúciók, melyek kisebb gépigényeknek is megfelelnek. Az ELKS kernel (származtatott Linux kernel) képes Intel 8086 vagy Intel 80286 16-bit mikroprocesszorokon futni, az µClinux kernel pedig képes MMU nélkül futni. A kernel olyan architektúrákon is képes futni, amelyekre sosem terveztek más rendszert, például a Macintosh gépek (PowerPC és Intel processzorokon egyaránt), PDA-k, videójáték-konzolok, hordozható zenelejátszók és mobiltelefonok.

### Asztali felhasználás

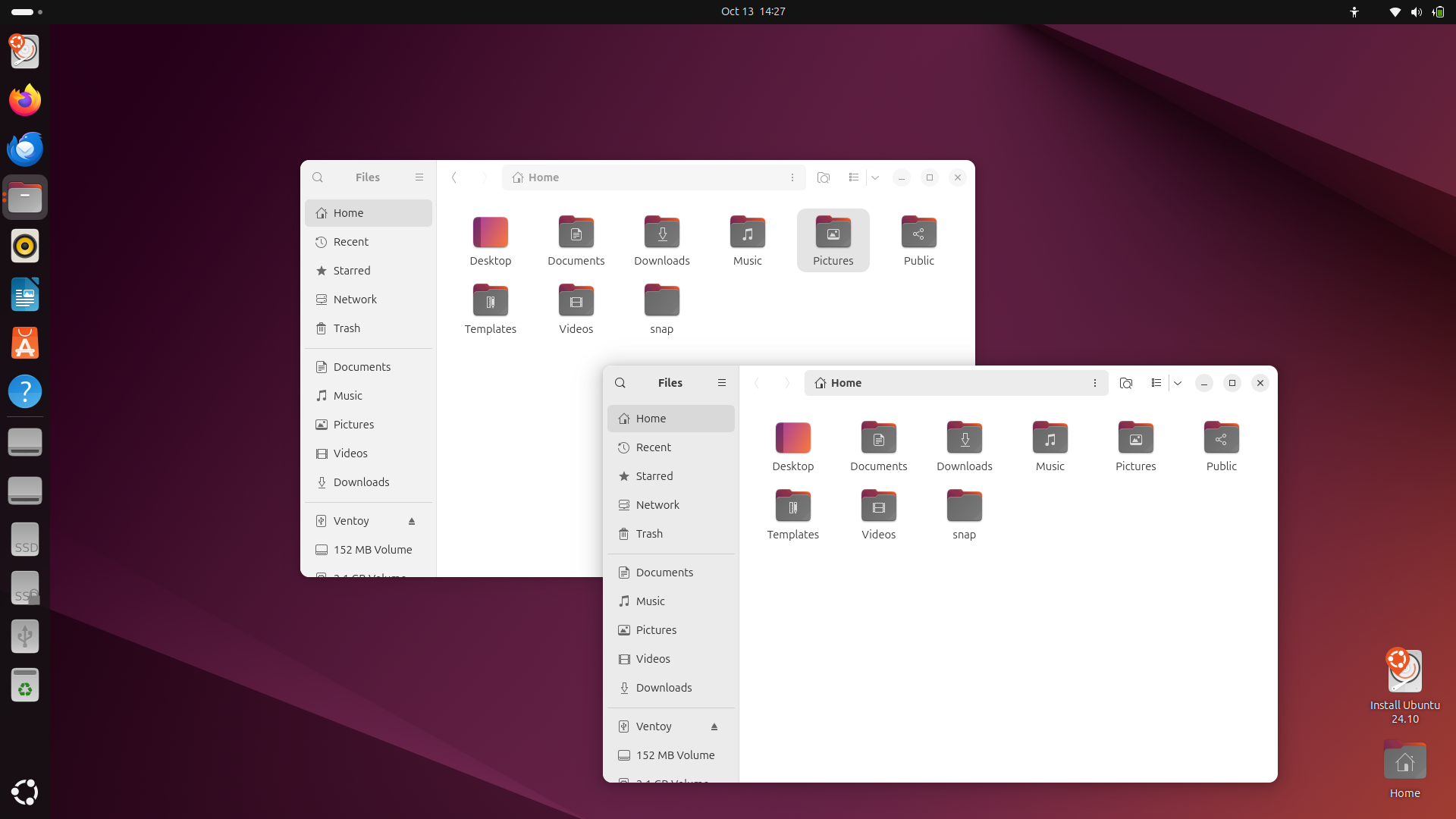
Ubuntu 24.10 GNOME 47 asztali környezettel

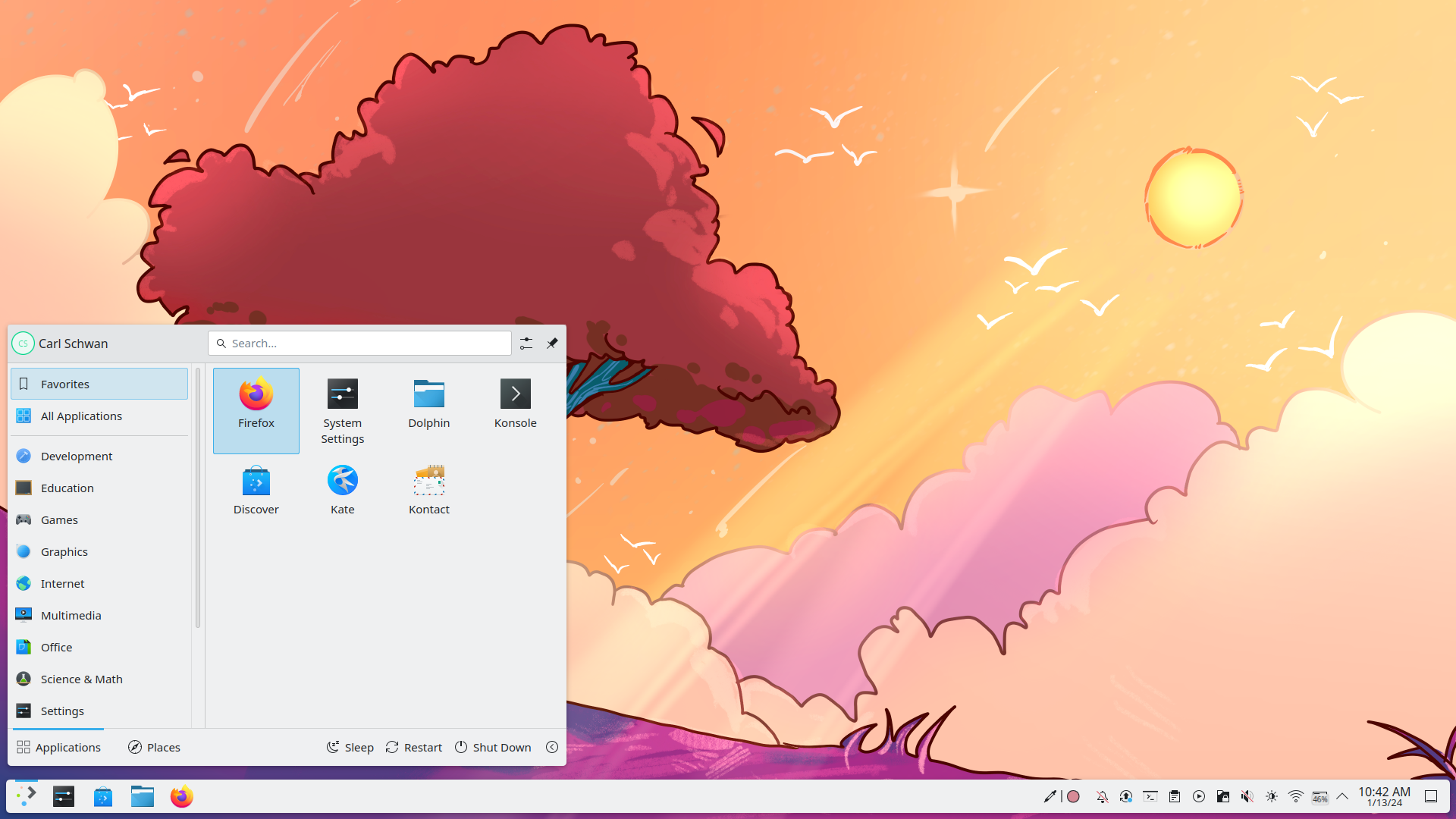
A KDE 6.0 grafikus felület

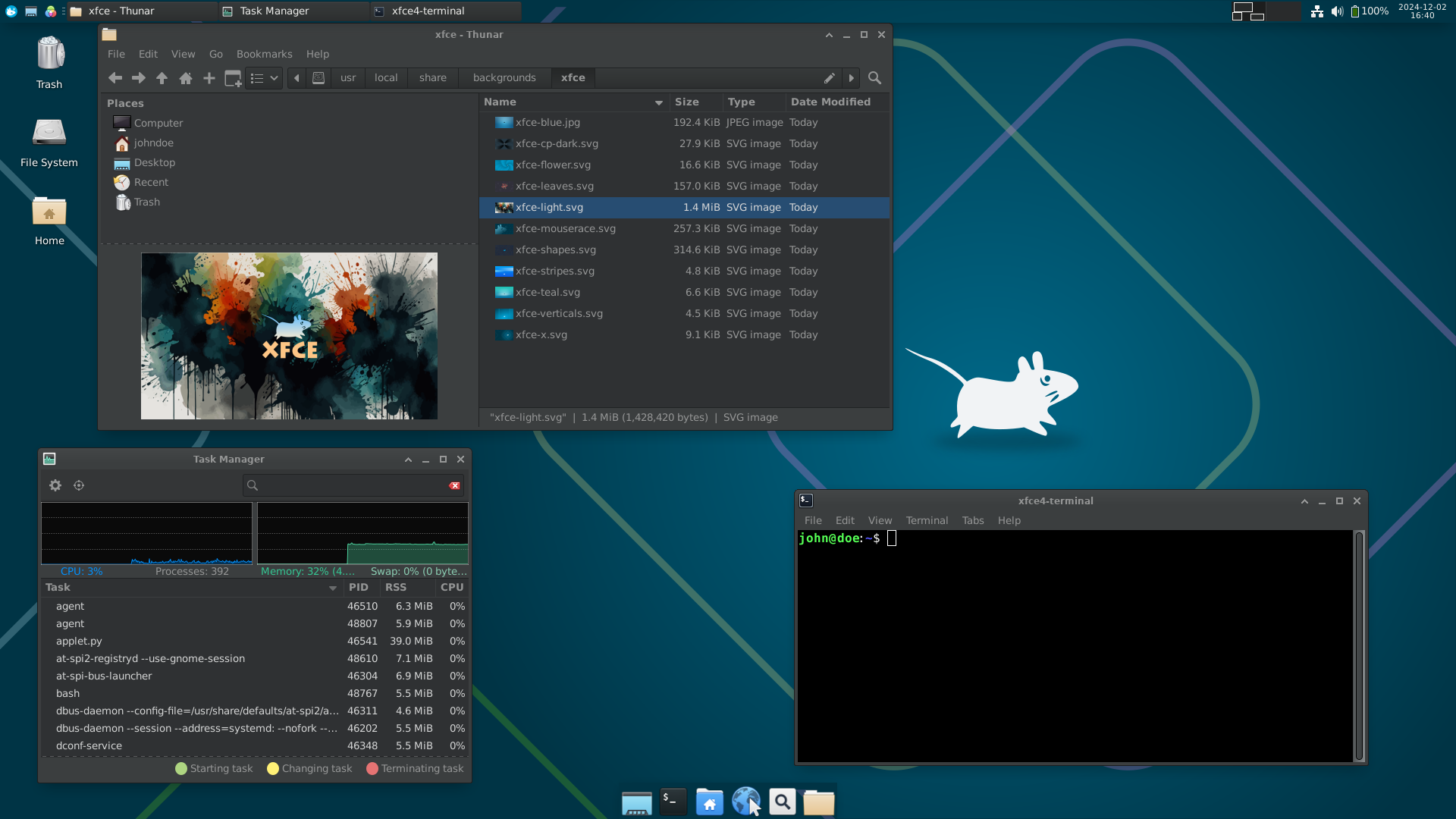
A GNOME-hoz és KDE-hez képest kisebb hardverigényű Xfce 4.20 asztali környezet

Bár áttörés nem történt, a Linux asztali operációs rendszerként való használata az elmúlt években folyamatosan nőtt. A két legelterjedtebb grafikus felület a GNOME és a KDE. Ez a két projekt a GTK+ és Qt eszközkészlettel íródott. Ezt a két felületet szokták a legérettebb, legfejlettebb grafikus felületnek nevezni. Mindkét felület széles nyelvi támogatással rendelkezik.
A Linux-alapú operációs rendszerek asztali teljesítménye vitatott kérdés. Con Kolivas 2007-ben például azzal vádolta a Linux közösséget, hogy túl nagy hangsúlyt fektetnek a Linux-alapú szerverek teljesítményére az asztali Linuxok kárára. Éppen ezért el is hagyta a Linux kernel fejlesztői csapatot, és egy interjúban fejtette ki véleményét. Azóta azonban számos jelentős fejlesztés történt az asztali Linuxok szegmensében. Sok fejlesztő dolgozik például a boot idő csökkentésén más-más módszerrel és technológiával, továbbá a modern videokártyák támogatottsága is megfelelő mára.
Sok alkalmazás, ami Microsoft Windows és macOS alatt elérhető, rendelkezik Linux verzióval is. Leggyakrabban az alkalmazásoknak van egy szabad szoftveres megfelelőjük, mely funkcionalitásban és tudásban hasonló, de előfordul, hogy az adott programnak van linuxos verziója (pl. Discord). Sokat segít a Linux térnyerésében a böngészőben futó webes alkalmazások elterjedése, mely operációs rendszertől független elérést biztosít bizonyos szoftverekhez (pl. Microsoft Office csomag). Emellett ráadásul a Wine nevű Windows kompatibilitási réteg segítségével Windowsos alkalmazásokat futtathat a felhasználó.
A Valve, a digitális játékplatformjáról, a Steamről ismert vállalat, 2018-ban bemutatta a Proton nevű eszközt, amely a Wine-ra épül. A Proton célja, hogy a Windowsra fejlesztett játékok zökkenőmentesen fussanak Linux rendszereken, ezáltal bővítve a Linuxot használó játékosok lehetőségeit. A Valve aktív hozzájárulása a Proton és a Wine fejlesztéséhez jelentősen javította a kompatibilitást és a teljesítményt, így ma már számos Windows-játék futtatható Linuxon kiváló minőségben. Bár még mindig vannak kihívások bizonyos alkalmazások futtatásában, a Wine jelenlegi állapota már messze meghaladja a korábbi elvárásokat, és sok felhasználó számára nyújt kielégítő megoldást a Windows-alkalmazások Linuxon történő futtatására.
A CrossOver a nyílt forrású Wine-on alapuló kereskedelmi szoftver, amellyel szintén windowsos alkalmazásokat futtathat a felhasználó. Segítségével a Microsoft Office 2016, Intuit, Quicken és QuickBooks, Adobe Photoshop (CS6-ig), és számos népszerű játék, mint például a World of Warcraft és a Team Fortress 2 futtatható. A különbség a Wine és a CrossOver között, hogy az utóbbi kifejezetten bizonyos programok támogatására specializálódik.
Habár sok Microsoft Windowsra és macOS-re írott program nincs még Linuxra portolva (azaz átírva), így például az asztali kiadványszerkesztés és a professzionális hangszerkesztés területén lemaradása van a Linuxnak, ám a hétköznapi felhasználó igényeit kielégítő programokban nincs hiány.
Számos Windowson elérhető szabad szoftver elérhető Linuxra is (sőt sok esetben általában Linuxra írják meg először), így például a népszerű Pidgin, Mozilla Firefox, Libre Office és GIMP elérhetőek Linux rendszerre is. Ezek közül sok alapértelmezetten benne van sok disztribúcióban. Egyre több jogvédett, kereskedelmi szoftver is elérhető. Animációk és vizuális effektek tekintetében az olyan magas szintű szoftverek, mint az AutoDesk Maya, Softimage XSI és Apple Shake egyaránt elérhetők Windowsra, Macre és Linuxra.
Több képernyőfelolvasó is elérhető, például az Orca és a Blinux.(Kifejezetten vakok számára fejlesztett magyar Linux is létezik BeLin néven).
A Windows kompatibilitási szoftverek mellett a legtöbb disztribúció támogatja a dual-boot és az x86 virtualizációs megoldásokat, így egy gépen futhat Linux és Windows.
A szabad szoftveres közösség együttműködésének köszönhetően egyes disztribúciók olyan nyelven is megjelennek, amilyenen a kereskedelmi szoftverek nem, mivel nem éri meg nekik lefordítani. Például a Knoppix disztribúció már jóval azelőtt elérhető volt szingaléz nyelven, mielőtt a Windows XP-t lefordították volna. Ebben az esetben a Lanka Linux Felhasználók fontos szerepet játszottak abban, hogy egyetemi professzorok, nyelvészek és helyi fejlesztők segítségével a rendszer anyanyelvükön megjelenjen.
A legtöbb Linux-disztribúció tartalmaz egy olyan programot (csomagkezelőt), amellyel több ezer olyan szabad szoftver között válogathat a felhasználó, melyet már leellenőriztek, teszteltek, és az adott disztribúcióhoz optimalizáltak. Ezek a programok két kattintással letölthetők és telepíthetők. Digitális aláírás garantálja azt, hogy a programhoz senki sem adott hozzá vírust vagy kémprogramot. Több csomagkezelő szolgáltatás is létezik, például az apt, dnf, yum, zypper vagy a pacman. Azonban a csomagkezelőkben nem megtalálható alkalmazások telepítése sokszor elég nehézkes, és nem ritkán előfordul, hogy forráskódból kell telepíteni a felhasználónak.
A Flatpak és Snap konténeres csomagkezelők olyan modern megoldások, amelyek célja az alkalmazások egyszerű és univerzális terjesztése Linux-alapú rendszereken. Ezek a technológiák izolált környezetben futtatják az alkalmazásokat, biztosítva a rendszer stabilitását és a biztonságot, mivel az alkalmazások csak korlátozottan férhetnek hozzá a gazdarendszer erőforrásaihoz. A Flatpak elsősorban közösségi fejlesztésű, míg a Snap az Canonical által fejlesztett megoldás, amely első sorban az Ubuntu alapú disztribúciókban megtalálható. Mindkét rendszer célja, hogy kiküszöbölje a hagyományos csomagkezelési problémákat, például a függőségek konfliktusait, valamint hogy egységes élményt nyújtson a fejlesztőknek és a felhasználóknak egyaránt.
Az elterjedését nehezíti, hogy a Linux és Linux-alapú programok kezelése sok esetben eltér a kereskedelmi rendszerek kezelésétől. Néhány program Linux alatt nem, vagy nehézkesen elérhető. A tendenciák azonban biztatóak.

### Szerverek és szuperszámítógépek

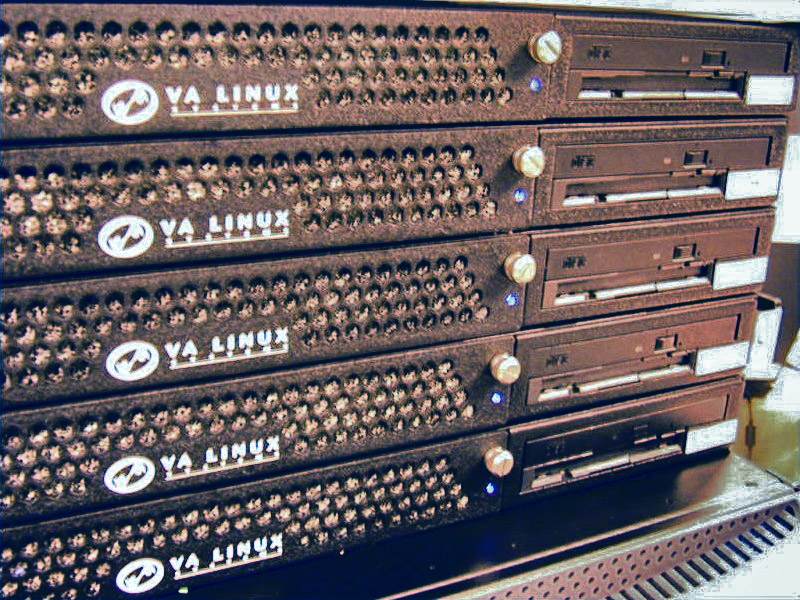
Linux szerverek

Történelmileg a Linux-disztribúciókat szerver operációs rendszereknek használták. A Netcraft 2006. szeptemberi felmérése szerint a tíz legmegbízhatóbb internetszolgáltató cég közül nyolc valamilyen Linux-disztribúciót használt web szervernek. (2009 áprilisában tízből már csak négy, a többi három FreeBSD, egy ismeretlen és két Windows Server 2003.) A szerverek területén elért sikeressége köszönhető legendás stabilitásának, hosszú menetidejének, és annak, hogy szerver rendszerekhez legtöbbször nem kell grafikus felület. Vállalati és nem-vállalati Linux-disztribúciókat egyaránt használnak szerverekhez. A Linux disztribúciók alkotják a LAMP szerver-szoftver kombináció (Linux, Apache, MySQL, Perl/PHP/Python) sarokkövét, mely a fejlesztők közt nagy népszerűségnek örvend, és amely az eddig legelterjedtebb platform web-kiszolgáláshoz. (A világ vezető közösségi oldala, a Facebook például LAMP-et használ.)
A Linux szerverként való sikere nagyban köszönhető az Apache (nyílt forrású) webkiszolgálónak (a LAMP tagja), mely a világ vezető webkiszolgáló szoftvere.
A Linux-disztribúciók a szerverek piaca mellett még a szuperszámítógépek esetén számítanak a meghatározó, domináns rendszernek. 2009 júniusában a világ 500 legnagyobb számítási teljesítményű szuperszámítógépének (TOP500) 88,60%-a (443 számítógép) Linux operációs rendszert futtatott, 2020-ban pedig mind. Az IBM a Linuxot választotta a 2011-ben működésbe lépő Sequoiai nevezetű szuperszámítógépének, amely a világ legnagyobb teljesítményű szuperszámítógépe lesz.

### Beágyazott eszközök

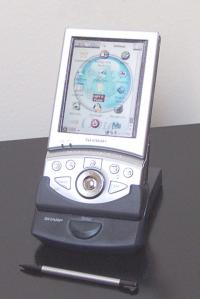
Sharp Zaurus SL-5500 OpenZaurust és OPIE felületet használva

Alacsony árának és módosíthatóságának köszönhetően beágyazott Linuxot gyakran használnak különféle eszközökön. A Linux komoly vetélytársa lett a Symbian OS-nek. 2006-ban a világszerte eladott okostelefonok 16,7%-a Linuxot futtatott. Alternatívát jelent most már a jogvédett, kereskedelmi Windows CE és Palm OS operációs rendszerekre a mobiltelefonok piacán. 2007-től kezdve kifejezetten népszerű lett a mobiltelefonok és a PDA-k piacán is. Ilyen például a Nokia N810, Nokia N900, az Openmoko Neo1973, a Motorola RAZR2 v8, a Motorola ROKR E8, a Motorola MING sorozat, a Motorola ZINE, a Google Android, és a Palm Pre.
2009-ben számos olyan eszköz látott napvilágot, mely Linux alapú operációs rendszert használ. A Nokia 2009 augusztusában bemutatta az első Linux alapú okostelefonját, az Intel Moblin néven netbookokhoz való operációs rendszer fejlesztésébe kezdett, 2010. január 5-én pedig a Lenovo bemutatta első smartbookját, amelyen az általuk készített Skylight Linux disztribúció fut. A Google operációs rendszere, a Google OS szintén Linuxra alapul. Ennek ellenére pl. 2009 második negyedévében a Linux részesedése az okostelefonok operációs rendszerei terén kevesebb mint 3,3% volt (ld.:Okostelefon, operációs rendszerek, Canalys grafikon).
A népszerű TiVo digitális videó-felvevő egy a célnak megfelelően módosított Linux-alapú rendszert használ. Számos network tűzfal, router (többek között a Linksys routerek is) Linuxot használnak a fejlett tűzfal és router adottságainak köszönhetően. A Korg OASYS és a Yamaha Motif XS music workstation Linuxot használ. Továbbá Linuxot használ a vezető színpadi világítástechnikai vezérlő rendszer, a FlyingPig/HighEnd WholeHogIII Console.

### Piaci részesedés
Számos tanulmány készült, amik a szabad szoftverek elterjedtségét kutatták, köztük számos olyan van, mely kifejezetten a Linuxszal foglalkozik. Egy IDC által készített tanulmány szerint 2013-ra várhatóan a szerverek és asztali gépek bevétele több mint 35,5 milliárd dollár.
Az IDC 2007 első negyedévi jelentése szerint a Linux a szerverpiac 12%-át birtokolja. Ez a becslés a cégek által eladott Linux-szervereket számolta össze, tehát a személyi web szerverek és blog oldalak nincsenek benne. 2008 szeptemberében Steve Ballmer, a Microsoft vezérigazgatója elismerte, hogy a szerverek 60%-a Linuxot futtat szemben a Windows Server 40%-ával.
A becslések a Linux alapú rendszerek asztali elterjedtségéről a kevesebb mint 3%-tól a 4%-ig terjednek. A Microsoft által kiadott operációs rendszerek a piac több, mint 90%-át birtokolják. 2024 novemberében a Statcounter szerint a Linux átlépte a 4%-os felhasználói küszöböt.
A Linux alapú rendszerek elterjedését két dolog is nagyban hátráltatja: az egyik az átállással járó veszteségek, a másik a Microsoft Windowsra tervezett programok hiánya Linuxon. A támogatók és elemzők szerint relatív sikerét a biztonságának, megbízhatóságának, alacsony árának és bizonyos cégektől való függetlenségének köszönheti. A 2023-ban elkezdődött adpotálási tendencia egyik jelentős szereplője a Valve nevű cég, amely a Proton nevű kompatibilitási csomaggal játékok ezreit tette Linuxon futtathatóvá Steam alól egyszerűen.
A netbook szegmensben eleinte a Linux volt a domináns, azonban helyét hamar átvette a Windows. Egyesek szerint a Microsoft azért hosszabbította meg a Windows XP támogatását, mert a Vista a magas gépigénye miatt nem futott a netbookokon, így a Microsoft termék nélkül maradt volna ezen a szegmensen, ami viszont a Linuxnak kedvezett volna.
Az XO laptop projekt („Minden gyereknek egy laptopot”) potenciálisan egy új Linux közösséget teremt, melynek célja, hogy több millió gyerek, család és közösség számára teremtsen lehetőséget, hogy országuk fejlődhessen. Hat ország rendelt 2007-ben egymillió vagy még több darabot, hogy ingyen elossza az iskolásgyerekek között. A projekt fő támogatói a Google, a Red Hat és az eBay. Habár az XO-nak lesz windowsos verziója is, elsősorban Red Hat Enterprise Linuxot telepítenek rá.
A filmiparban számos éve már sokan Linuxot használnak. Az első jelentős film, amely Linux segítségével készült az 1997-es Titanic volt. Azóta számos jelentős stúdió, köztük a Dreamworks Animation, Disney/Pixar, Sony és az Industrial Light & Magic állt át a Linux használatára. 2009 márciusában a jelentős animációs és vizuális effekteket készítő stúdiók 95%-a használt Linuxot szervernek és asztali gépnek. Robin Rowe a LinuxMovies alapítója szerint "Hollywood azért szereti a Linuxot, mert a megfelelő kezekben jobb, gyorsabb és olcsóbb".

#### Linux használata a közigazgatásban
A Linux néhány országban már a közigazgatásban is népszerű lett. A brazil kormány ismert a Linux iránti elkötelezettségéről. Brazília az oktatásban, és a hivatalokban is elkezdte a Linuxot használni, a 2008-as brazíliai választásoknál pedig Linuxot futtató szavazógépeket használtak. A Linux segítségével Brazíliában 2008 végéig 32 millió tanulót kiszolgáló 29 ezer laborban kerül a szoftvercsomag telepítésre, 2009 végig több mint 53 ezer gépterem fog kiszolgálni 52 millió tanulót.
Az orosz hadsereg saját fejlesztésű Linux-disztribúciót készített. India elrendelte, hogy a felsőoktatási intézmények Linuxot használjanak. Franciaország és Németország szintén elkezdték az átállást a nyílt forrású szoftverekre, köztük Linuxra is.
Ez csupán néhány példa az egyre bővülő listából. Az Európai Unió például kifejezetten támogatja a szabad szoftverek használatát, beleértve a Linux alapú operációs rendszereket is.

## Használat, támogatás

### Telepítés

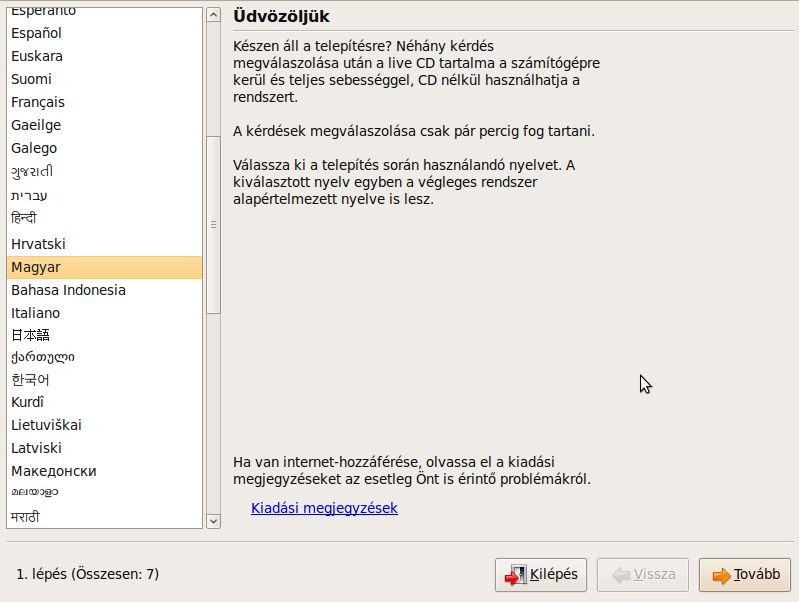
Ubuntu Linux 9.04 telepítés közben.

A telepítés nehézsége eleinte komoly akadályokat állított a Linux széles körű elterjedése elé, mivel a számítógép hardverének részletes ismeretére és szöveges terminál használatára volt hozzá szükség. Ezt később disztribúciónként eltérően oldották meg. Mára számos disztribúció telepítése a konkurens Windows rendszerek telepítéshez hasonlóan nagyon egyszerű.
Természetesen van lehetőség konzolos telepítőprogramok használatára is. Ezek általában ugyanolyan informatívak, folyamatosan tájékoztatják a felhasználót az éppen zajló folyamatokról, a telepítés várható időtartamáról, vagy arról, hogy éppen milyen információk szükségesek számukra a telepítéshez. Ilyen például a Debian és a Slackware. Egyes disztribúciók egészen az alapoktól kezdve lehetővé teszik a Linux menedzselését. Ez azt jelenti, hogy a felhasználó forrásból telepít mindent, így teljes mértékben az igényeihez igazított rendszert kap. Ilyen például többek között a Linux From Scratch. Természetesen ez nagyobb tudást igényel, mint a többi Linux alapú rendszer telepítése.
Az egyik különbség a Windows és Linux telepítők között az, hogy a Linuxnak nincs szüksége különféle licencek elfogadására és eredetiséget igazoló kódok beütésére, mivel az esetek túlnyomó többségében szabadon terjeszthető rendszerek.
A telepítő beállítja a számítógépünknek megfelelően a meghajtóprogramokat, a legtöbb hardvert felismeri és automatikusan használatba veszi. Általános esetben a telepítés befejezése után egy kész, használható rendszert kapunk, amely nem igényel további beállítást a felhasználótól.
A Linux egyik legnagyobb problémája, hogy a ma még viszonylag kis elterjedtsége miatt kevés hardvergyártónak éri meg teljeskörűen támogatni. Így elképzelhető, hogy új hardverekhez még nincs megfelelő támogatás, mert a gyártó csak később adja ki a szükséges meghajtóprogramot, vagy egyáltalán nem is adja ki. Ilyenkor a Linux fejlesztők írják meg azt. Az olyan számítógépek azonban, amelyekre gyárilag telepítik a Linuxot, a szükséges meghajtóprogramokat is beépítve tartalmazzák. Előtelepített Linuxszal szállít gépeket például a Hewlett-Packard és a Dell.
A Linux telepítése személyi számítógépen legkönnyebben egy önállóan elindulni képes telepítő CD-ről (vagy DVD ill. egyéb adathordozó, amelyről képes egy a számítógép elindulni) végezhető. Ezek a telepítő CD-k letölthetőek az internetről, esetleg megvásárolhatók csomagban, amelyekben mellékelik a használati utasítást és néhány extra szoftvert is (például a Red Hat Linux).
A Linux népszerűsítése érdekében vannak olyan LiveCD-k, amelyek a rendszer telepítése nélkül is lehetővé teszik annak kipróbálását. Újabb disztribúciók (például blackPanther OS, Ubuntu) kiadásai eleve LiveCD módban indulnak: a rendszer elindul, telepítés nélkül kipróbálható, majd tetszés szerint indítható a telepítés, és a telepítési folyamat közben is használható a CD-ről futó operációs rendszer.
A magyar fejlesztésű blackPanther OS korábbi kiadása az blackPanther USB-maker az újabb változatok pedig az ISODumper (Windows alatt ImageWriter) program segítségével egyetlen kattintással telepíthetőek egy USB-kulcsra. Ez által egy hordozható és teljes értékű rendszerhez jut a felhasználó.

### Beállítások
Sok disztribúció nem vette át a Microsoft azon törekvését, hogy minden beállítást grafikus felületen lehessen elvégezni. A rendszer mélyebb használata során ezért gyakran van szükség a karakteres konzol használatára is, bár az átlagos felhasználás szintjén ez kikerülhető. Egyes disztribúciók viszont (például a Linspire) a konzol teljes kiirtására törekednek.
A Linux beállításai disztribúciónként különbözhetnek. Ennek ellenére általában minden szoftvernek felhasználónként különböző beállítása lehetséges, amelyeket az adott szoftver a felhasználó saját mappájába ment el (/home/felhasznaloneve, rendszergazda esetén /root, vagy /home/root). A rendszer védelme érdekében a kiemelt fontosságú és a felhasználók által is elérhető fájlok különböző helyeken vannak. Az esetek nagy többségében a rendszerre vonatkozó konfigurációs fájlok az /etc könyvtárban helyezkednek el. Ez az (eredetileg az egyetemi környezethez kifejlesztett) megoldás adja a Linux rendkívüli stabilitását: a vírusok nem férhetnek hozzá a rendszer beállításaihoz.
Az átlagos felhasználóknak nincs joguk használni és módosítani a rendszergazda alkalmazásait.

### Terméktámogatás
A hagyományos értelemben vett terméktámogatás az ingyenes Linux változatok esetén nem létezik, mivel a rendszer naprakészen tartása több ezer programozó és tapasztalt felhasználó nonprofit munkájából áll össze. Ezek az emberek általában levelező listákat, fórumokat, weboldalakat üzemeltetnek, ahol a saját szoftverükhöz nyújtanak támogatást, esetleg a felhasználók információkat cserélhetnek egymás között e csatornák segítségével. Az eltérő terméktámogatási modell hatásfokát mutatja, hogy a különböző hibák és biztonsági rések nyilvánosságra kerülése esetén általában a GNU/Linux alá készülnek el a leggyorsabban a frissítések, nemegyszer néhány órán belül.
Mivel a Linux alapú rendszerek általában a nyílt forráskódú, szabadon terjeszthető alkalmazásokra építenek, ezért minden egyes alkalmazás saját támogatással és fejlesztőközösséggel rendelkezik, amelyek nagyban építenek a levelezőlistákra. Ezzel szemben vannak olyan „fizetős” disztribúciók (mint például a Red Hat Linux és a blackPanther OS kereskedelmi változatai), melyek megvásárlása esetén különféle ügyfélszolgálatokkal (helpdesk) és komplex támogatással látják el a rendszert.

### Szoftver- és termékgyártók támogatása
Az operációs rendszer elterjedésének (is) köszönhetően – a Linux felhasználók örömére – egyre több szoftver- és termékgyártó cég kiadja Linux alá is termékeit. Ilyen például az AMD (és leányvállalata, az ATI Technologies), a Google, a Mozilla és a Hewlett-Packard.
Mostanra mindkét nagy PC-s 3D videókártya gyártó, az AMD/ATi és az Nvidia is rendszeresen ad ki eszközmeghajtó-csomagot Linux rendszerekre.
A Google 2009. július 7-én jelentette be a Linux-alapú, nyílt forrású Chrome OS operációs rendszerét.

## i386
Az IBM-kompatibilis PC-k az Intel 80386 kompatibilis processzorok alkalmazása óta alkalmasak Unix, BSD és Linux operációs rendszerek futtatására. Legfőbb ok az, hogy az i386 az azt megelőző 80286, 8086 és 8088 processzorokkal ellentétben már preemptive processzor, azaz taskok futását oly mértékben támogatja, hogy képes egy taskot annak készséges együttműködése ellenére is a processzorra várakoztatni, vagy akár fel is számolni.

## Biztonság
A Linux biztonsága függ a felhasználási területtől, így asztali rendszerként szigorúbban osztja ki az egyes taskoknak a hozzáférést, mint más elterjedt rendszerek. Ez többek között ahhoz vezet, hogy sok elterjedt vírus és féreg nem képes arra, hogy megtámadja a Linuxot. Eddig csak két vírus, a Staog és a Bliss lépett fel Linux alatt. 
A Linux először egy nagyon technikai és a biztonságot kiemelten kezelő körben terjedt el, így fejlesztése egy biztonságra nagymértékben ügyelő közönség előtt zajlott le.
Nagygépes rendszerekben a biztonság főként attól függ, hogy a rendszergazdák mennyire tudják kiismerni a rendszert. Itt a Linux szabad forrásával tűnik ki, ugyanis így többletköltségek nélkül lehet tesztelni és átvizsgálni. Speciálisan biztonságközpontú disztribúciók egész sora áll rendelkezésre.
A Linuxot nem egy architektúrára tervezték, ezért a vírusok és a férgek csak azokon az architektúrákon tudnak elterjedni, amikre tervezték őket. A Linux forráskódja nyílt, tehát sokan tudják tanulmányozni, vizsgálni és a saját eszközeikhez, ízlésükhöz igazítani. Ez ahhoz is vezet, hogy sokan vizsgálják és fejlesztik biztonsági szempontból is.

## Problémák és kritika
A Linuxot gyakran azért kritizálják, mert nem minden hardverre alkalmas. Sok gyártó nem teszi fel az általa előállított számítógépekre. Ennek nemcsak az az oka, hogy hozzá kellene igazítani a géphez, hanem az is, hogy a forráskódot is közzé kellene tenni a GNU General Public License alatt. Néhány külső modul jogi helyzete kérdéses, mivel nem vonatkozik rájuk ez a licenc.
A digitálisan vásárolható hang- és videófelvételek helyzete nincs megnyugtatóan rendezve. A jogvédelmi eszközök nincsenek szabványosítva; minden gyártó a maga eszközeivel igyekszik kivédeni a kalózmásolatok megjelenését. A Microsoft és az Apple 2007 februárjáig nem adott ki eredetiséget ellenőrző programokat Linuxra.  Így ezeket az anyagokat nem lehet Linux alatt használni. A helyzeten szabad jogvédelmi programokkal igyekeznek segíteni.
Linus Torvalds szerint sem zárja ki egymást a Linux és a jogvédelem.
A Linux nagyon finoman beállítható, de a konfigurálás sok előzetes tudást és tapasztalatot igényel. A beállításokhoz sokszor nem áll rendelkezésre grafikus felület, nem segítenek könnyen megválaszolható kérdések, és segédprogramok sem könnyítik meg a feladatot. Egyes disztribúciók átgondolt előkonfigurálással, automatizálással vagy speciális programokkal igyekeznek ezen javítani.
A Linux aktuális problémáiról összefoglaló olvasható itt (angol nyelven): Major Linux Problems on the Desktop